# Vieux Carré (opera teatrale)
Vieux Carré è un'opera teatrale di Tennessee Williams, portata al debutto a Broadway nel 1977. Williams cominciò a scrivere il testo, uno dei suoi più autobiografici, quando si trasferì a New Orleans nel 1938, per poi riprendere in mano il lavoro e portarlo a termine nel 1976.

## Trama

### Atto I
Mrs Wire possiede e gestisce una pensione al 722 di Toulouse Street nel Vieux Carré di New Orleans. La padrona di casa norme nell'ingresso, dove può tenere d'occhio tutti quelli che entrano ed escono, e a uno a uno gli altri abitanti della casa vengono scoperti dal pubblico. Jane è una ragazza di buona famiglia di New Rochelle che sta morendo di leucemia e che divide la stanza con il suo amante Tye, un giovane molto attraente ma con tendenze criminali; un giovane e anonimo scrittore - il narratore del dramma - che si è trasferito a New Orleans da New York per affinare la propria arte, ma che soffre per la solitudine e fatica ad accettare la propria omosessualità; Nightingale, un anziano pittore tubercolotico che tenta costantemente di sedurre ragazzi più giovani; Miss Carrie e Mary, due anziane signore che un tempo appartenevano a una buona famiglia ma ora sono sprofondate nella povertà più estrema. La signora Wire ha inoltre affittato il seminterrato al fotografo T. Hamilton Biggs, credendo che l'artista l'avrebbe usato come studio e non per tenervici orge omosessuali. Una notte la padrona di casa decide di prendere posizione contro quanto avviene al piano di sotto, mette a bollire dell'acqua e la versa in un buco nel pavimento, ustionando i partecipanti dei festini sessuali di Biggs.

### Atto II
Il caso finisce in tribunale, dove il giudice trova la padrona di casa colpevole e la condanna a pagare una multa salata. L'incidente del seminterrato porta dei cambiamenti nella vita di tutti gli abitanti della pensione, tutte persone dalla salute fisica e/o mentale messa duramente alla prova. Nightingale, troppo malato per rimanere solo, viene portato a morire in un sanatorio e la leucemia di Jane, apparentemente guarita dopo l'incontro con Tye, ha cominciano a pesare fortemente sulla ragazza, che non trova però nell'amante il supporto morale che vorrebbe. La signora Wire ha un'altra delle sue periodiche crisi e si convince che il giovane scrittore è il figlio che l'ex marito le aveva sottratto con il divorzio; passata la crisi, la padrona di casa realizza l'errore e accetta di essere ormai una vecchia signora. Inaspettatamente, Sky scende dal piano di sopra: è un giovane clarinettista jazz che nessuno conosce e che per molti mesi è stato solo un nome sulla lista degli ospiti della signora Wire. Sky, che si è trasferito a New Orleans dopo essere scappato dalla moglie, offre allo scrittore di unirsi a lui in un viaggio della Costa Occidentale. Lo scrittore accetta e va in camera sua a preparare le valigie, anche se lo fa con un misto di paura e rammarico: non sa cosa il futuro gli porterà, ma è nella pensione di Mrs Wire che il giovane ha trovato se stesso, come uomo e come artista.

## Storia degli allestimenti
Dopo undici anteprime, Vieux Carré fece il suo debutto a Broadway l'11 maggio 1977, rimanendo in cartellone per sole sei rappresentazioni al St James Theatre. Arthur Allan Seidelman curava la regia e Galt MacDermot compose la colonna sonora, mentre il cast annoverava: Tom Aldredge (Nightingale), Sylvia Sidney (Mrs. Wire) e Richard Alfieri (lo scrittore). Le recensioni furono negative e, pur lodando la scrittura atmosferica di Williams, i critici ritennero la pièce poco riuscita, caratterizzata da vignette intrecciate tra loro più che da una trama vera e propria.
L'anno successivo, il 16 maggio 1978, Vieux Carré fece il suo debutto europeo in scena alla Nottingham Playhouse di Nottingham con la regia di Keith Hack e i costumi di Maria Björnson. L'allestimento fu accolto più positivamente dell'esordio a Broadway e fu portato in scena al Piccadilly Theatre del West End londinese a partire dal 9 agosto dello stesso anno e con lo stesso cast, che comprendeva Sylvia Miles (Mrs Wire), Jonathan Kent (Tye), Karl Johnson (lo scrittore), Di Trevis (Jane), Richard Kane (Nightingale) e Jack Elliott (Sky). Sheila Gish interpretò Jane in occasione della prima londinese, ma quando il giorno successivo Williams tagliò il suo monologo e lo sostituì con pezzo a detta dell'attrice inferiore e sconclusionato, Gish rifiutò di recitare il nuovo pezzo del drammaturgo e fu licenziata e sostituita da Di Trevis. Le recensioni londinesi furono positive e particolarmente lodata fu l'interpretazione di Sylvia Miles nel ruolo di Mrs Wire, che le valse una candidatura al Laurence Olivier Award alla miglior attrice.
La prima italiana dell'opera è avvenuta invece il 9 dicembre 2017 al Teatro India di Roma, in una produzione dell'Accademia Nazionale d'Arte Drammatica Silvio D'Amico.